# Københavnerkirken
Københavnerkirken er en evangelisk-luthersk frimenighed, der holder til i det centrale København, i Bethesda på Israels Plads. Kirken er kendetegnet ved mange aktive medlemmer. Den overordnede vision for kirken er: "at dem, vi kender, må kende Gud". Kirken arbejder på at forene klassisk kristen teologi med en nutidig kommunikations- og musikform, som har til formål at tage menneskers tro, tvivl og liv seriøst. Kirken markerer sig som en del af den missionale bevægelse, hvor mission gennem hverdagsliv er det væsentlige.

## Historie
En initiativgruppe bestående af Jens Aage Andersen, Thorkil Ambrosen, Henrik Bartholdy, Claus Grønbæk, Jens Bruun Kofoed, Nicolai Techow og Mikkel Vigilius begyndte i 1998 at arbejde med ideen om at starte en frimenighed i København. Det skete med et ønske om at skabe en nutidig menighed med fokus på mission, som samtidig ikke var en del af folkekirken. Den ydre anledning til initiativet var folkekirkens biskoppers erklæring om homoseksuelt samliv i efteråret 1997.
I september 2000 udgav initiativgruppen hæftet 'En ny menighed – en ny mulighed, der blandt andet indeholder et afsnit om baggrund og begrundelse for kirkens tilblivelse og et afsnit om kirkens missions- og menighedssyn.
Kirken begyndte at holde sine første menighedssamlinger i januar 2001, og pinsedag samme år blev kirken officielt stiftet, og der blev afholdt ugentlige gudstjenester på Sankt Annæ Gymnasium. Efterhånden som kirken voksede, blev man nødt til at se sig om efter et nyt sted at være pga. pladsproblemer, og kirken flyttede i april 2002 til Peder Lykke Skolen på Amager. I august 2001 blev en af kirkens præster, Claus Grønbæk, ansat, og året efter, i februar 2003, blev kirken anerkendt som frimenighed af Kirkeministeriet i forbindelse med ansøgning om vielsesmyndighed. I 2014 blev lokalerne igen for små til de mange gudstjenestegængere og aktiviteter, og man flyttede derfor i oktober gudstjenesterne til Bethesda på Israels Plads.
Siden 2012 har der været en organisatorisk leder ansat (bl.a. ledelse af kirkens 110 til 170 frivillige). Igennem kirkens historie har der også været deltidsmedarbejdere og studentermedhjælpere ansat til forskellige opgaver.
Den markante inspirationskilde for Københavnerkirken var i de i de første otte år kirken Willow Creek i Chicago, IL med en gudstjeneste henvendt til mennesker uden for kirken som kendetegn (”attractional church”). Siden 2009 er inspirationen kommet fra Soma Communities i Tacoma, WA, Crowded House i Sheffield, England  og Acts29 med det missionale som markant kendetegn.

## Organisering og netværk
Kirken ledes af en menighedsledelse, der er valgt af menighedens medlemmer på kirkens årsmøde, og som udgør kirkens præster sammen med ansatte præster. Claus Grønbæk er ansat som ledende præst. Siden kirkens start har den haft følgende formænd: Henrik Bartholdy, Jens Bruun Kofoed, Torben Østermark, og siden 2012 igen Henrik Bartholdy.
Der lægges stor vægt på kirkeplantning, og kirken har fællesskaber i Frederikssund og Græsted, der drives med selvstændige ledelser.
Kirken var fra begyndelsen associeret Luthersk Missionsforening i København, men skiftede i 2015 til at blive en del af Evangelisk Luthersk Netværk i Danmark. Kirken er også en del af det internationale netværk Acts29 . I 2008 tog Københavnerkirken initiativ til at danne Netværk for Missionale Menigheder, der består af en række forskellige danske menigheder og fællesskaber.

## Aktiviteter
Hver søndag er der gudstjeneste undtagen første søndag i måneden, hvor der er netværkssøndag. Ved alle gudstjenester er der også kirke særligt for børn. En central del i kirkens liv er de små fællesskaber, kaldet K-grupper (”K” for Københavnerkirke), hvor menigheden opmuntres til at være med. Kirken er også engageret i socialt arbejde i Lørdagsfællesskabet i Blågårdsgade og i Fængselsalpha i Herstedvester Fængsel. Derudover har kirken også en række andre aktiviteter og tilbud.